# Gran Premio de Meadowlands
El Gran Premio de Meadowlands fur una carrera de automovilismo de velocidad que se corría en un circuito de carreras callejero de la ciudad de East Rutherford, Nueva Jersey, Estados Unidos desde 1984 hasta 1991.

Dos de los trazados temporales que se utilizaron en el emplazamiento para la competencia de la serie CART IndyCar World Series

La CART visitó el circuito entre 1984 y 1991. La categoría telonera Indy Lights corrió durante 1986 y 1991, mientras que la Trans-Am lo hizo en 1988 y el Campeonato IMSA GT en 1990.
En principio, el Gran Premio de Meadowlands se disputó en un trazado de 1.682 millas (2.707 metros), cerca de los estacionamientos de Giants Stadium. En 1988 pasaron a un trazado semiovalado de 1,2 millas (1,9 km).

## Ganadores

### CART IndyCar World Series
| Año         | Piloto           | Chasis | Motor     | Equipo               |
| ----------- | ---------------- | ------ | --------- | -------------------- |
| 1984        | Mario Andretti   | Lola   | Cosworth  | Newman Haas Racing   |
| 1985        | Al Unser Jr.     | Lola   | Cosworth  | Doug Shierson Racing |
| 1986        | Danny Sullivan   | March  | Cosworth  | Penske Racing        |
| 1987        | Bobby Rahal      | Lola   | Cosworth  | Truesports           |
| 1988        | Al Unser Jr.     | March  | Cosworth  | Galles Racing        |
| 1989        | Bobby Rahal      | Lola   | Cosworth  | Kraco Racing         |
| 1990        | Michael Andretti | Lola   | Chevrolet | Newman Haas Racing   |
| 1991        | Bobby Rahal      | Lola   | Chevrolet | Galles Racing        |
| [ 1 ] [ 2 ] |                  |        |           |                      |

### ARS/Indy Lights
| Año         | Piloto            |
| ----------- | ----------------- |
| 1986        | Fabrizio Barbazza |
| 1987        | Didier Theys      |
| 1988        | Jon Beekhuis      |
| 1989        | Mike Groff        |
| 1990        | Paul Tracy        |
| 1991        | Eric Bachelart    |
| [ 3 ] [ 2 ] |                   |

### Trans-Am
| Año   | Piloto / Automóvil                  |
| ----- | ----------------------------------- |
| 1988  | Hans-Joachim Stuck Audi 200 quattro |
| [ 4 ] |                                     |